# El francés (película de 2019)
El francés (en ruso: Француз) es una película dramática rusa estrenada en 2019 y dirigida por Andréi Smirnov.

## Resumen
La película relata hechos acontecidos hacia 1957. En los primeros compases de la cinta nos asomamos a París (Francia), donde tres jóvenes están a punto de separarse e iniciar nuevos proyectos. Mientras brindan por su futuro, el militar cuenta que marchará a la guerra de Argelia. El segundo joven anuncia su marcha a Rusia, donde realizará una investigación académica. La tercera, permanecerá en Francia. 
En efecto, a partir de aquí la cinta se centra en el joven estudiante francés y comunista Pierre Durand, que va a Moscú para una investigación sobre el coreógrafo Marius Petipa. Pierre o Piotr habla perfectamente ruso y aprovechará el viaje para conocer a antiguas amistades de su madre, una ciudadana rusa que abandonó el país en 1931, quienes le ayudarán a encontrar a su padre, un descendiente de los aristócratas rusos Tatíschev. Vive con otros estudiantes en la residencia de la Universidad de Moscú y conoce a la bailarina del Teatro Bolshói, Kira Gálkina, y el fotógrafo Valeri Uspenski, gracias a los cuales se sumerge en la vida cultural de Moscú.

## Reparto
- Anton Rival : Pierre Durand
- Yevguenia Obraztsova : Kira Gálkina
- Yevgueni Tkachuk : Valeri Uspenski
- Aleksandr Balúiev : Tatíschev
- Mijaíl Yefrémov : padre de Valeri Uspenski
- Román Madyánov : Nikolái Chujnovski
- Nina Dróbysheva : Olga Obrézkova
- Natalya Tenyakova : María Obrézkova
- Thomas Alden : Louis
- Anna Nevérova : Marusya
- Aleksandr Zamuráiev : alcohólico
- Manuel Sinor : restaurador[5]